# Hartmut Schmid

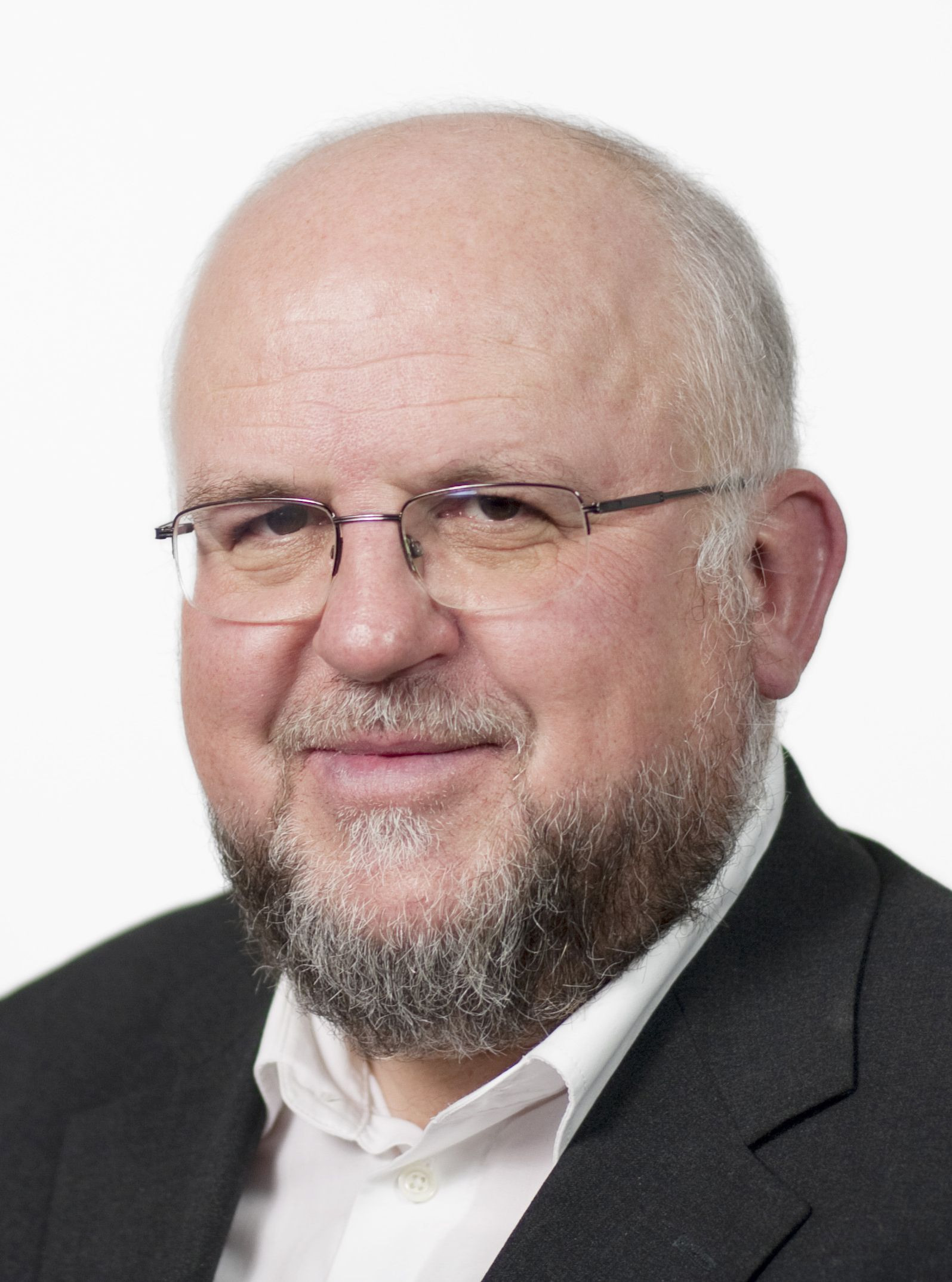
Hartmut Schmid im Jahr 2011

Hartmut Schmid (* 3. Oktober 1956 in Holzgerlingen) ist ein deutscher Evangelischer Theologe, Pfarrer der Württembergischen Landeskirche, Professor für Altes Testament an der Internationalen Hochschule Liebenzell und Autor etlicher Fach- und Sachbücher.

## Leben und Wirken
Schmid studierte von 1977 bis 1982 Evangelische Theologie an den Universitäten Tübingen und Heidelberg. Zwischen 1987 und 1995 war er als Pfarrer der Württembergischen Landeskirche in Baiersbronn und danach bis 2009 als Studienleiter für Altes Testament am Albrecht-Bengel-Haus in Tübingen tätig. 2010 promovierte er mit seiner Dissertation über Elisa und Elia: eine Studie zu ihrem Verhältnis in den Königebüchern unter besonderer Berücksichtigung von 2. Könige 2 an der Theologischen Universität in Kampen (Niederlande) zum Doktor der Theologie. In dieser Arbeit geht er den Fragen nach: Ist Elisa ein ebenbürtiger Nachfolger Elias im Prophetenamt und ruht der Geist Elias auf ihm? Von 2009 bis 2022 war er Erster Vorsitzender des Liebenzeller Gemeinschaftsverbandes.
Er doziert seit 2009 an der Internationalen Hochschule Liebenzell (damals noch Theologisches Seminar der Liebenzeller Mission) als Lehrbeauftragter für Altes Testament und wurde 2015 zum Honorarprofessor für Altes Testament berufen. Zudem lehrt er am Theologischen Seminar des Diakonissenmutterhauses Aidlingen. Er ist Dozent der 2024 gegründeten Martin Luther Gemeinde Akademie in Bad Sooden-Allendorf.
Schmid ist Mitglied der Facharbeitsgruppe Altes Testament (FAGAT) im Arbeitskreis für evangelikale Theologie und gehörte zwischen 1998 und 2014 dem Vorstand der Christusbewegung „Lebendige Gemeinde“ an. Er ist Mitautor von deren Zeitschrift Zuversicht und Stärke und Autor etlicher Fach- und Sachbücher.

## Privates
Hartmut Schmid und seine Ehefrau Elfriede haben drei Kinder; sie wohnen in Holzgerlingen.

## Veröffentlichungen
- Das Alte Testament im Kreuzfeuer der Kritik, Idea-Verlag, Wetzlar 1997.
- Was will der Pietismus? Historische Beobachtungen und aktuelle Herausforderungen, SCM R. Brockhaus, Witten 2002, ISBN 978-3-417-29095-0.
- Das erste Buch der Könige, (Wuppertaler Studienbibel, Reihe: Altes Testament; erkl. von Hartmut Schmid), SCM R. Brockhaus, Witten 2005, 2. Sonderauflage 2011, ISBN 978-3-417-25151-7.
- Elisa und Elia: eine Studie zu ihrem Verhältnis in den Königebüchern unter besonderer Berücksichtigung von 2. Könige 2, (zugl. Dissertation Universität Utrecht-Kampen-Leiden, 2010) SCM R. Brockhaus, Witten 2013, ISBN 978-3-417-29249-7.
- Der Heilige Geist: sein Wesen und seine Wirkungen, SCM R. Brockhaus, Holzgerlingen 2019, ISBN 978-3-417-25390-0.

als Mitautor
- mit Gerhard Maier u. Adolf Pohl (Hrsg.): Das erste Buch der Könige, (Wuppertaler Studienbibel, Reihe: Altes Testament; übers. und erkl. von Hartmut Schmid), SCM R. Brockhaus, Witten 2000, 2. Aufl. 2004, ISBN 978-3-417-25236-1.
- mit Christoph Morgner (Hrsg.): Das Lesebuch zur Jahreslosung 2014: Gott nahe zu sein ist mein Glück, Brunnen Verlag (Gießen) 2014, ISBN 978-3-7655-4202-2.
- mit Christoph Morgner (Hrsg.): Das Lesebuch zur Jahreslosung 2021: Jesus Christus spricht: Seid barmherzig, wie auch euer Vater barmherzig ist, Brunnen Verlag, Gießen 2020, ISBN 978-3-7655-0754-0.
- mit Roland Deines (Hrsg.): Mit der Bibel Glauben lernen, regeneratio, Schömberg 2023, ISBN 978-3-946562-01-6.

als (Mit)Herausgeber
- Was will der Pietismus? Historische Beobachtungen und aktuelle Herausforderungen, SCM R. Brockhaus, Witten 2002, ISBN 978-3-417-29095-0.
- mit Manfred Dreytza und Walter Hilbrands: Das Studium des Alten Testaments: Eine Einführung in die Methoden der Exegese, SCM R. Brockhaus, Witten 2002, 2. überarb. Aufl. 2007, ISBN 978-3-417-29471-2; Verlag für Glaube, Theologie & Gemeinde (VGTG), Petzenkirchen 3. Auflage 2024, ISBN 978-3-902669-36-0.
- Grundkurs Theologie, Liebenzeller Gemeinschaftsverband, Bad Liebenzell.
  - Wissen – verstehen – glauben. 2015.
  - Gemeinde: missionarisch, lebendig, konkret. 2018, ISBN 978-3-00-060680-9.